# Isola Sacra
Isola Sacra est une zona di Roma (zone de Rome) mais aussi un quartier de la commune de Fiumicino. Elle est située sur la rive nord de l'embouchure du Tibre, au sud-ouest de Rome dans l'Agro Romano en Italie. Elle est désignée dans la nomenclature administrative par Z.XXXVI et fait partie du Municipio XIII. Sa population est de 25 191 habitants en 2005.

## Histoire
Isola Sacra est historiquement une île artificielle qui se constitue sous l'empereur Claude à la suite du creusement de la « fosse Trajane » (aujourd'hui canal de Fiumicino) partant du Tibre pour rejoindre Portus, dont le littoral antique, suivait approximativement le tracé de la route S296. Elle était aussi appelée Insula Portus ou Insula Portuensis (« île du Port »).
Des fouilles ont permis de mettre au jour une antique nécropole romaine, la nécropole de Portus, avec quelques mosaïques très bien conservées et des décorations peintes ou en stuc.